# Alto's Adventure
Alto's Adventure est un jeu vidéo de type runner développé et édité par Snowman, sorti en 2015 sur Windows, Linux, iOS et Android. Il sort en septembre 2018 sur macOS.

## Système de jeu

### Généralités
Le jeu est un runner ou l'on incarne divers personnages, dont Alto, qui doit rattraper les lamas qui s'échappent tout en dévalant la montagne. Il doit aussi attraper le plus de pièces possibles. Le parcours est généré aléatoirement.
Alto fera face à divers obstacles, pourra être aidé de plusieurs bonus, et devra accomplir certains objectifs afin de débloquer de nouveau personnage

### Contrôles
Alto peut sauter (en touchant l'écran, ou en cliquant), et faire des backflips (si la pression est maintenue). Il faut correctement doser la force du backflip pour éviter de se renverser. Il peut effectuer des combos par le biais de diverses actions comme glisser sur une banderole (ou sur un toit) et réussir à faire un backflip ou sauter un gouffre.

Les composants du gameplay
Un backflip effectué au-dessus d'un lama.
Glissade sur des banderoles.
Un backflip effectué au-dessus d'un gouffre.

### Obstacles
Alto dévale la montagne en snowboard. Il rencontrera de nombreux obstacles sur son chemin qu'il devra esquiver en sautant, comme les rochers (sur lesquels il peut rebondir en atterrissant dessus), les feux de camps, les gouffres dans lesquels il peut tomber, ou encore des obstacles mouvants comme les anciens, qui le poursuivront à dos de lama une fois qu'il passera à côté d'eux.

Les différents obstacles
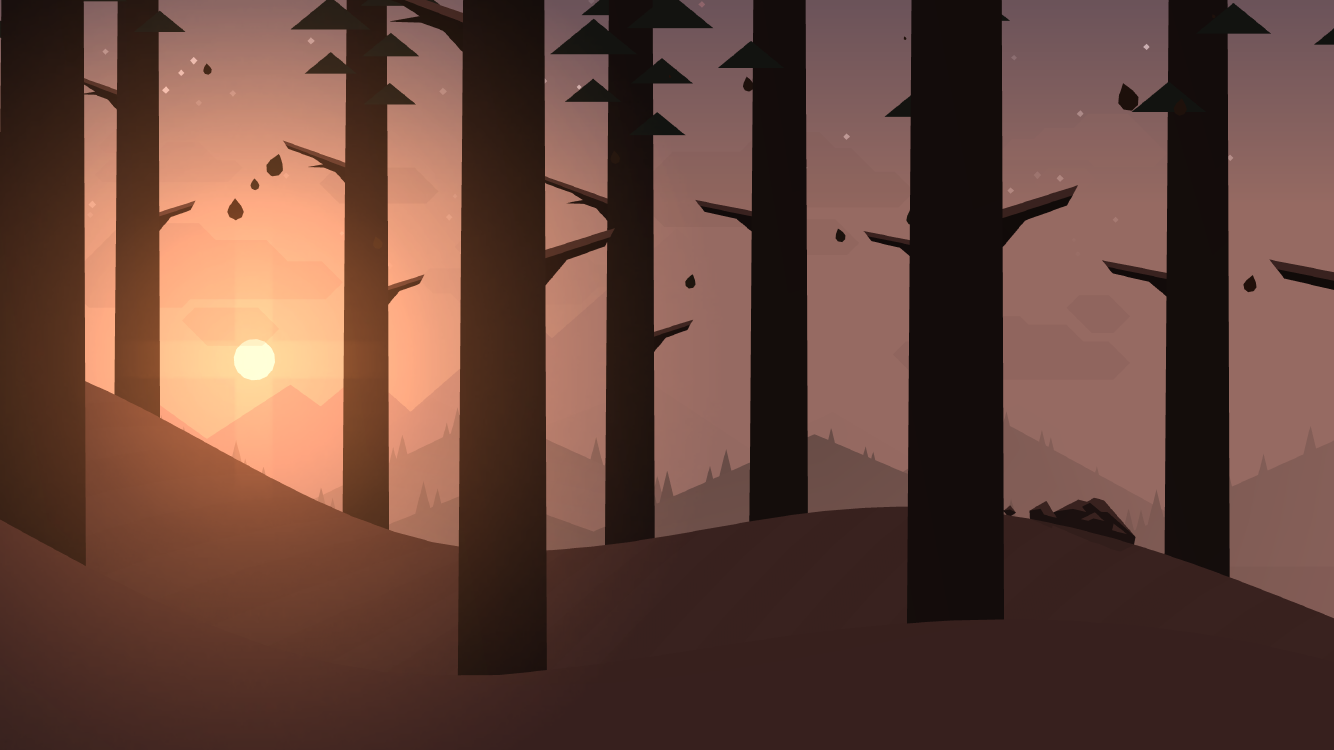
À droite, un rocher.
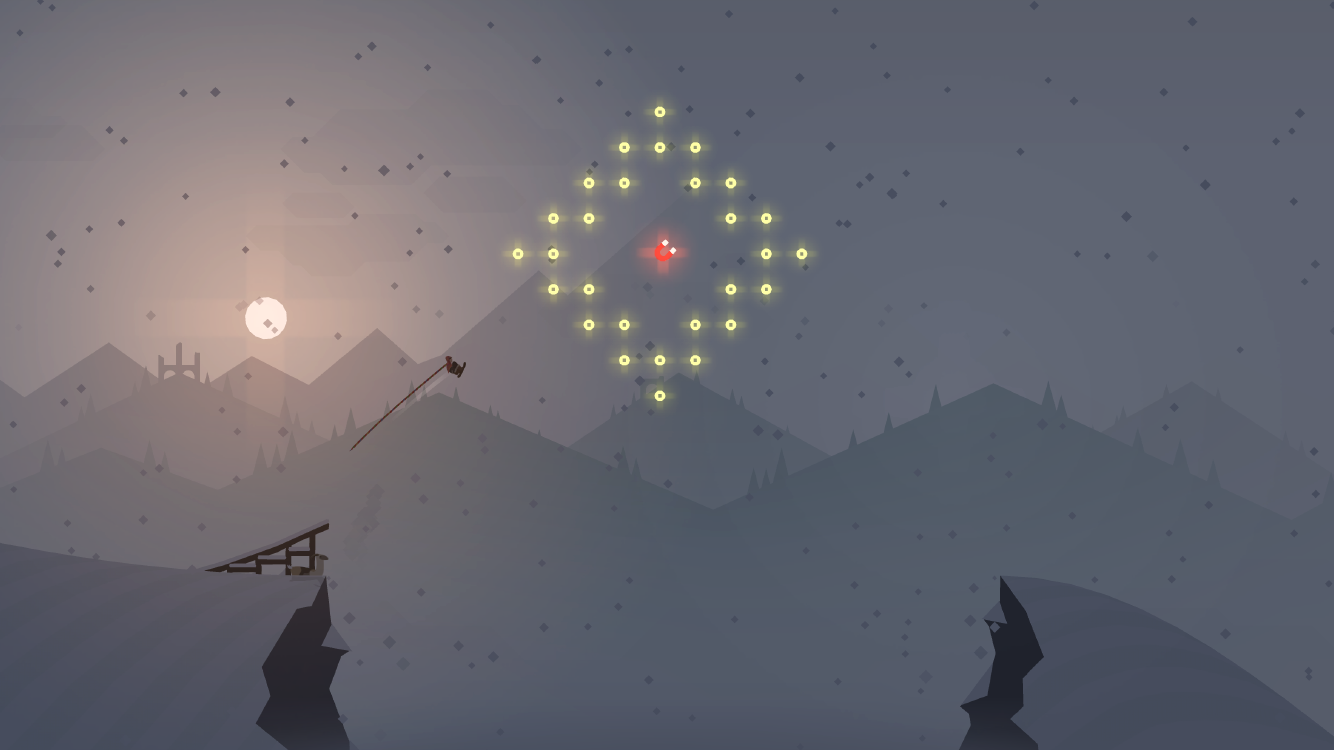
Le gouffre.
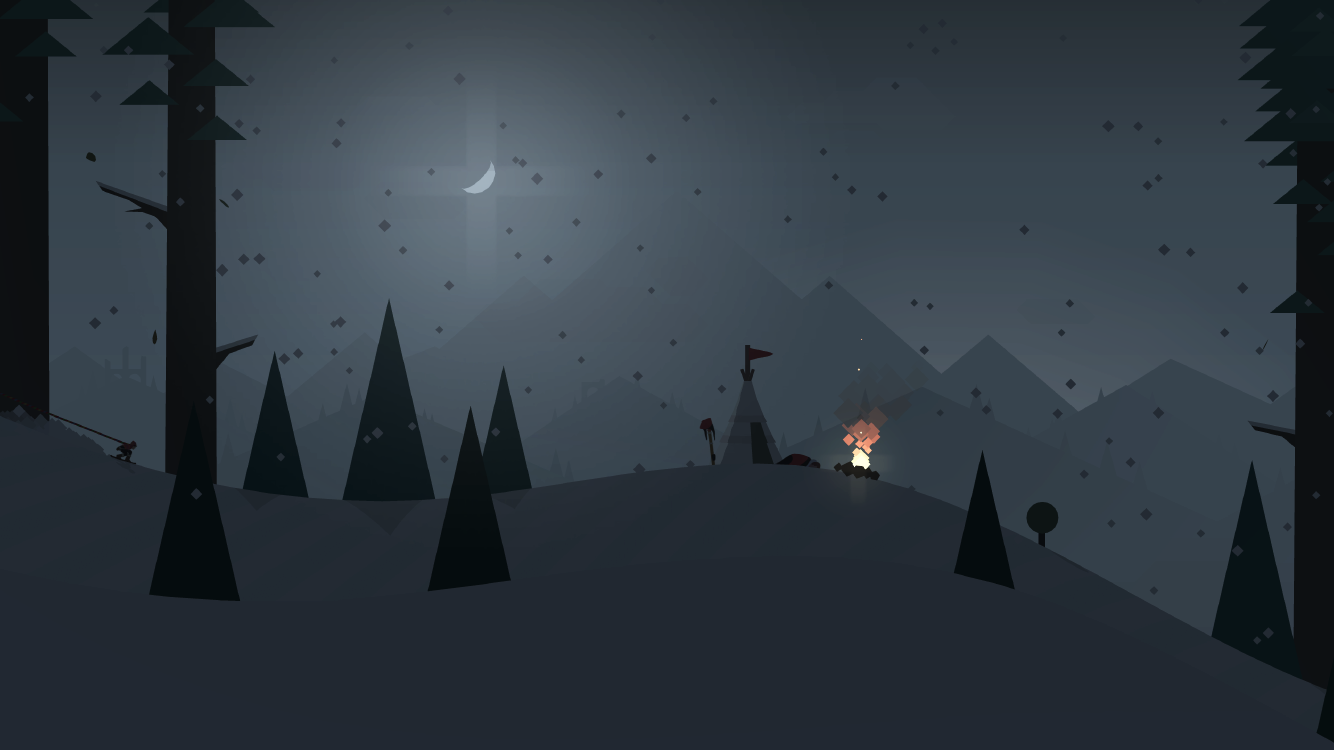
Le camp d'un ancien, ainsi qu'un feu de camp par-dessus lequel le joueur doit sauter.

## Galerie

Un orage durant la course du joueur.
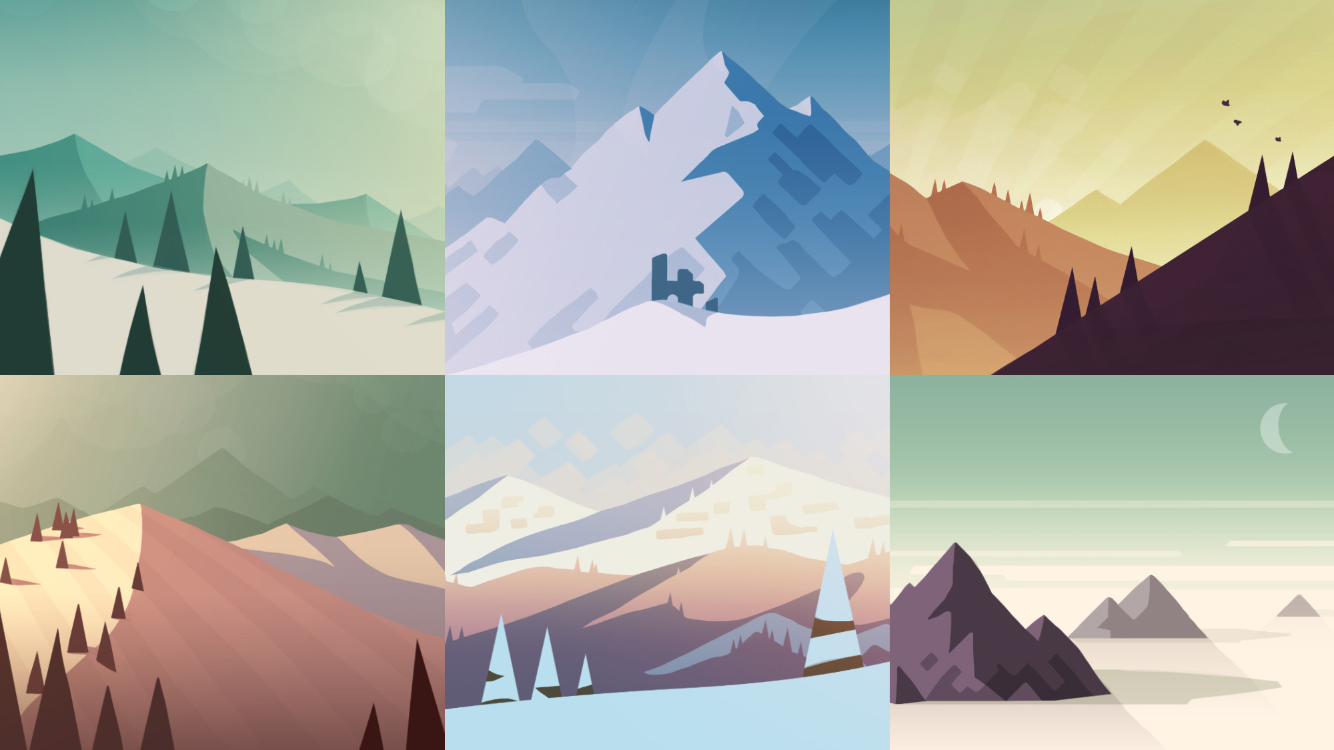
Les différents biomes où le joueur peut voyager.
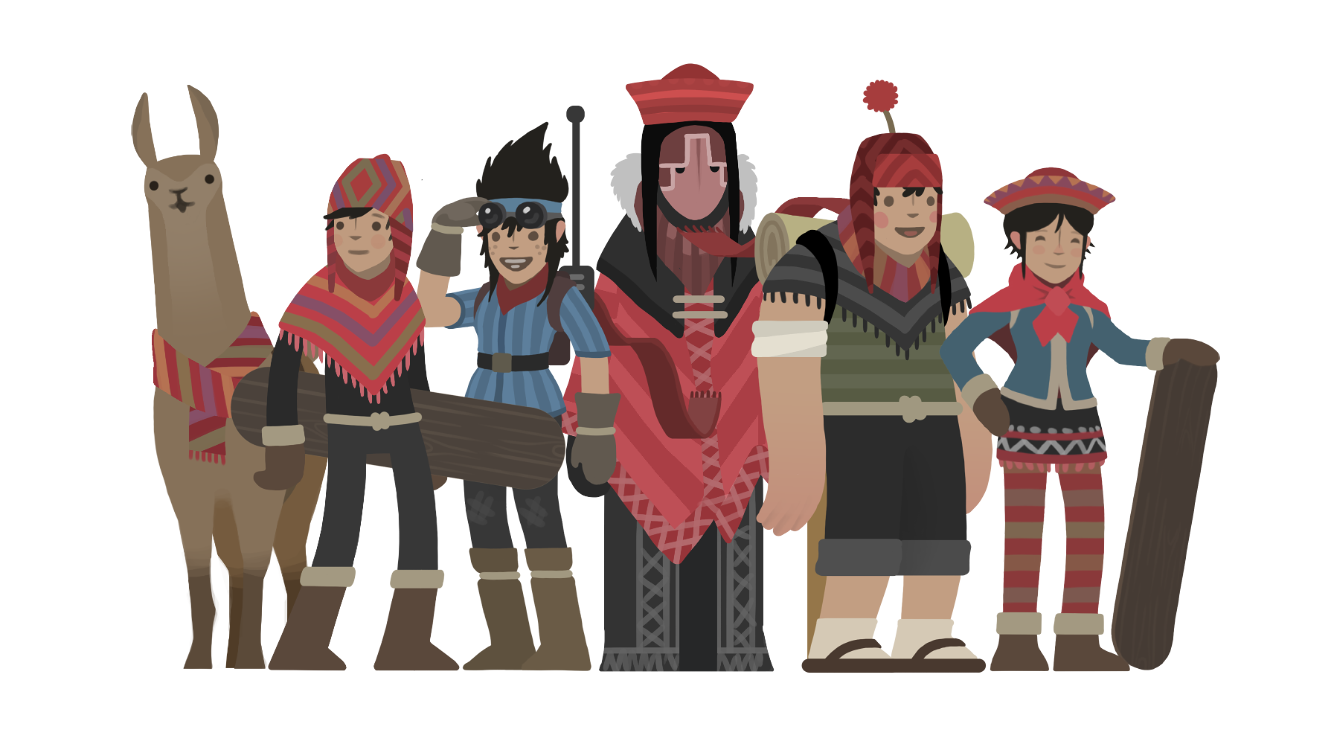
Les personnages d'Alto Adventures.
- Le trailer du jeu.

## Accueil
- Gamezebo : 5/5[2]
- Pocket Gamer : 9/10[3]
- TouchArcade : 4,5/5[4]

## Suite
Une suite d'Alto's Adventure, au nom d'Alto's Odyssey (en), dont l'action se déroule non pas dans des montagnes enneigés mais dans un désert, sort fin février 2018 sur iOS et Apple TV et le 26 juillet de la même année sur Android. Il est récompensé de l'Apple Design Award 2018.